# Крајпуташ непознатом Поповићу у Бољковцима
Крајпуташ непознатом Поповићу у Бољковцима (општина Горњи Милановац) налази се у варошици сала Бољковци. Постављен крај прометне саобраћајнице, споменик је више пута оштећиван и обнављан, заједно са обореним уломком другог споменика који је сада већим делом затрпан.
По многим техничким и стилским одликама, крајпуташ је највероватније рад каменоресца Јована Томића.

## Опис
Споменик се налази непосредно уз ограду имања породице Недељковић, испод разгранатог стабла крушке. Страна стуба са рељефном фигуром покојника сада је приљубљена уз дрвену тарабу. На предњој страни приказан је крст са зрацима на постољу, испод чега је натпис у 6 редова који гласи:
РАЊЕН КОД ОВДАШЊЕ ЦРКВЕ ГРЕШКОМ ЊЕГОВОГ БРАТА В. ПОПОВИЋА
У врху десне бочне стране приказан је једноставан умножени крст, испод кога је нечитак наставак епитафа, док је на наспрамном боку приказ пушке са бајонетом.
Млађи мушкарац приказан је у стојећем ставу, руку спуштених низ тело. Изнад главе лучно је уклесано: ПОПОВИЋ, а у врху стуба још три реда оштећеног натписа, међу којима се разазнају речи: ТОМЕ ВАКОМ ЛАД / ПРОБЛЕМУ. Није познато коме је споменик подигнут, али је могуће да се ради о члановима фамилије пароха Илије Поповића (1851-1869), јер је свештеник имао синовце Василија и Јевту.

### Материјал, димензије и стање
Крајпуташ је у облику стуба, димензија 138х38х26 cm, исклесан од бранетићског конгломерата. Преломљени делови споменика грубо су спојени цементним млеком. Површински слој камена прекривен је ситнијим оштећењима и лишајем.  